# Cottageville
Cottageville es un pueblo ubicado en el condado de Colleton en el estado estadounidense de Carolina del Sur. La localidad en el año 2000 tiene una población de 707 habitantes en una superficie de 8,2 km², con una densidad poblacional de 85,8 personas por km². 

## Geografía
Cottageville se encuentra ubicado en las coordenadas 32°56′8″N 80°28′52″O / 32.93556, -80.48111. Según la Oficina del Censo, la localidad tiene un área total de 8,2 km² (3,2 mi²), de la cual 8,2 km² (3,2 mi²) es tierra y 0 km² (0 mi²) (0%) es agua.

## Demografía
En el 2000 la renta per cápita promedia del hogar era de $38.281, y el ingreso promedio para una familia era de $44.583. El ingreso per cápita para la localidad era de $16.765. En 2000 los hombres tenían un ingreso per cápita de $29.886 contra $22.019 para las mujeres. Alrededor del 18,7% de la población estaba bajo el umbral de pobreza nacional. 

### Localidades adyacentes
El siguiente diagrama muestra a las localidades en un radio de 32 kilómetros (19,9 mi) de Cottageville.